# 広瀬めぐみ
広瀬 めぐみ（ひろせ めぐみ、1966年〈昭和41年〉6月27日 - ）は、日本の政治家、元弁護士。元参議院議員（1期）。

## 来歴

### 出生から学生時代まで
岩手県盛岡市中央通で、小田島旅館（現・ホテル小田島）を営む家に生まれる。11歳で父親が病死して母子家庭で育つ。岩手大学教育学部附属中学校卒業。1982年4月、岩手県立盛岡第一高等学校に入学。高校在学中、1年間米国に留学した。1986年4月、上智大学外国語学部英語学科に入学。1991年3月、上智大学外国語学部英語学科卒業。

### 弁護士
1994年11月、高校の同級生の弁護士と結婚。自身も主婦から弁護士を目指し、1999年に司法試験に合格して2001年に弁護士登録した。第二東京弁護士会に所属。新銀座法律事務所に勤務する。
2008年7月、広瀬めぐみ法律事務所として独立し、同年10月から2012年9月まで東京家庭裁判所非常勤裁判官職。2012年2月に国連で「日本の女性の地位と状況について」を演説し、同年4月から東京簡易裁判所調停委員、同年10月から東京家庭裁判所家事調停委員。
2018年5月、銀座イースト法律事務所に入所する。

### 2022年参議院議員選挙
2021年11月27日、自由民主党岩手県連は、翌年の第26回参議院議員通常選挙の岩手県選挙区（改選数1）に広瀬を擁立することを発表した。
2022年2月4日、広瀬は自身のTwitterを更新。「立民はなぜ、個人の資本を否定する共産党と組めるのか、法律家の私には最大の謎。私たちの自由を手放したも同然じゃないですか」「票取りのために耳障りのよいことを言っても、本質は個人の自由を認めない共産主義。どれだけ恐ろしいかは歴史が証明していると思います」と綴り、参院選一人区における野党側の候補者調整に疑義をただすとともに、日本共産党を強く非難した。同年2月7日、日本共産党岩手県委員会は、広瀬の発言が事実に基づかない誹謗中傷だとして、自民党岩手県支部連合会と広瀬宛てに抗議文を提出した。同年5月13日、立憲民主党県連、日本共産党県委員会、社民党県連合は、立憲民主党現職の木戸口英司の再選を目指し、「野党共通政策についての協定書」を結んだ。
同年7月の参院選で、野党統一候補の木戸口、参政党新人、NHK党新人、無所属新人ら4候補を破り初当選した。岩手県選挙区で初の女性参議院議員で、1992年以来30年ぶりの自民党候補当選者となった。
2023年1月に志公会に入会した。

### 議員辞職
2024年2月28日、『週刊新潮』電子版が国会開会中における広瀬の不倫行為を報道。これを受けて同年3月5日、広瀬は自民党県連副会長を辞任した。
同年3月19日、『週刊新潮』電子版が広瀬の元公設第二秘書に勤務実態がなかった疑いがあると報じた。
同年7月30日、東京地検特捜部は、広瀬が2022年から2023年にかけての公設秘書の給与を国からだまし取っていた疑いがあるとして、東京都千代田区にある議員会館事務所、盛岡市菜園にある事務所、東京都文京区にある自宅、遠野市にある不動産関連の社団法人に強制捜査に入った。これを受け、同日、自由民主党に離党届を提出し、受理された。8月15日、参議院に議員辞職願を提出し、尾辻秀久参院議長は直ちに辞職を許可した。8月30日、東京地検特捜部は、公設秘書として勤務実態のない人物を届け出て国から秘書給与など358万円をだまし取ったとして、広瀬を詐欺の罪で在宅起訴した。
2025年3月27日、東京地裁は広瀬に対し懲役2年6月、執行猶予5年の有罪判決を言い渡した。広瀬は判決の確定により弁護士資格を失った。

## 政策・主張

### 憲法
- 憲法改正について、2022年のNHK、毎日新聞社のアンケートで「賛成」と回答[26][27]。
- 9条改憲について、2022年の毎日新聞社のアンケートで「改正して、自衛隊の存在を明記すべきだ」と回答[27]。9条への自衛隊の明記について、2022年のNHKのアンケートで「賛成」と回答[26]。
- 憲法を改正し緊急事態条項を設けることについて、2022年のNHKのアンケートで「賛成」と回答[26]。

### 外交・安全保障
- 敵基地攻撃能力を持つことについて、2022年のNHKのアンケートで「賛成」と回答[26]。
- 普天間基地の辺野古移設について、2022年の毎日新聞社のアンケートで「どちらかと言えば賛成」と回答[27]。
- ロシアは2022年2月24日、ウクライナへの全面的な軍事侵攻を開始した[28]。日本政府が行ったロシアに対する制裁措置についてどう考えるかとの問いに対し、2022年のNHKのアンケートで「適切だ」と回答[26]。同年の毎日新聞社のアンケートで「制裁をより強めるべきだ」と回答[27]。
- 2022年6月7日、政府は経済財政運営の指針「骨太方針」を閣議決定した。NATO加盟国が国防費の目標としている「GDP比2％以上」が例示され、防衛力を5年以内に抜本的に強化する方針が明記された[29]。「防衛費を今後どうしていくべきだと考えるか」との問いに対し、2022年のNHKのアンケートで「大幅に増やすべき」と回答[26]。
- 徴用工訴訟問題や慰安婦問題などをめぐり日韓の対立が続くなか、関係改善についてどう考えるかとの問いに対し、2022年の毎日新聞社のアンケートで「韓国政府がより譲歩すべきだ」と回答[27]。

### ジェンダー
- 選択的夫婦別姓制度の導入について、2022年のNHKのアンケートで回答しなかった[26]。同年の毎日新聞社のアンケートで、選択肢以外の回答をした[27]。
- 同性婚を可能とする法改正について、2022年のNHK、毎日新聞社のアンケートで「反対」と回答[26][27]。
- クオータ制の導入について、2022年のNHKのアンケートで「反対」と回答[26]。

### その他
- アベノミクスについて、2022年の毎日新聞社のアンケートで「当面は継続すべきだ」と回答[27]。
- 「原子力発電への依存度を今後どうするべきか」との問題提起に対し、2022年のNHKのアンケートで「高めるべき」と回答[26]。
- 国会議員の被選挙権年齢の引き下げについて、2022年の毎日新聞社のアンケートで「賛成」と回答[27]。

## 不祥事・騒動

### 統一教会との関わり
2022年5月ごろ、世界平和統一家庭連合（旧統一教会）の支援者に誘われて盛岡市の教会を訪れ、責任者にあいさつをしたとされる。当件について広瀬の事務所の事務局長は「霊感商法や献金などの問題がある団体という認識がなかった」と話した。

### エッフェル騒動
2023年7月に自民党海外研修で、松川るい、今井絵理子ら党女性局員38人とパリなどを訪れた。SNSに食事写真を多数投稿するなど観光旅行ではないかと疑われ、多くの批判を集めた。

### 国会開会中の不倫行為
2024年2月28日、新潮社の情報サイト「デイリー新潮」は、広瀬が2023年10月30日夜にカナダ人プロサックス奏者アンディ・ウルフと連れ立ち、渋谷区神宮前のレストランから歌舞伎町のラブホテルへ赤いベンツGLEで移動して、翌朝チェックアウトしたと報じた。チェックアウトから2時間後に参議院予算委員会へ向かう様子も写真に撮られた。ホテル密会の翌朝に出席したその予算委員会では、「何度も大きなあくびをしたり、カクンカクンと寝ているような様子」の映像がニュース番組で報じられている（動画）。
新潮社の取材に対して広瀬は「しょうがない、もう撮られてるんだから」と答え、弁護士である自身の見解として、男女でホテルに入っていれば不貞行為を認めざるを得ないとしたものの、不貞の真偽については明言を避けた。
同年2月29日、『週刊新潮』3月7日号が発売され、上記の記事が掲載される。2月29日、広瀬は自身のウェブサイトで、「私の交際関係についての報道がなされております。支えて下さっている方々の信頼を損ない、ご迷惑をおかけしてしまったこと、家族の信頼を裏切り辛い思いをさせてしまったことを心から謝罪申し上げます」と記したが、ここでも報道内容の真偽には触れなかった。
同年3月5日、盛岡市内で記者団の取材に応じ、初めて新潮社の不貞報道を事実と認め、謝罪した。同日、自民党県連副会長を辞任した。離党や議員辞職などは否定した。

### 公設秘書給与詐取および給与上納問題
2024年3月19日、新潮社の情報サイト「デイリー新潮」は、広瀬の公設第二秘書が秘書としての勤務実態がない「幽霊秘書」の疑いがあると報じた。広瀬は2022年7月の参院選当選直後に、自民党の熱心な支援者で、岩手県遠野市で不動産業を営む男性を公設第二秘書に雇用した。同年11月に男性が公設第一秘書となったことから、11月29日、男性の妻が公設第二秘書となった。地元事務所関係者は週刊新潮の取材に対し「彼女が秘書をやっていたことは全く知らない」「初めて聞いた」などと証言。記者は男性の妻が働く遠野市の不動産関連の社団法人を訪ね、秘書をやっていたのはいつ頃かと質問すると、女性は「2022年の12月から2023年8月まで。給与も全額受け取った」と答えた。広瀬は男性については兼職届けを提出していたが、女性については提出していなかった。広瀬は取材に対し「さまざまな形で働いていました」と答えた。
同年3月21日、『週刊新潮』3月28日号が発売され、上記の記事が掲載される。3月21日、広瀬の代理人弁護士の秋山亘は同誌同号の記事に対する抗議文を広瀬の公式サイトに掲載。「本件記事は真実に反する報道である」「名誉毀損に基づく損害賠償請求訴訟の提起も辞さない考えである」と述べた。同日、広瀬めぐみ連合後援会会長の赤坂俊幸も声明文を掲載。「週刊新潮の記事は不十分な取材活動による憶測記事であり、偏向報道の誹りを免れない。断固抗議する」と述べた。
同年4月5日、「デイリー新潮」は、公設第一秘書の男性と東京事務所に勤務する政策秘書とのあいだの電話の通話記録を掲載。広瀬が秘書に給与を上納させていた疑いがあると報じた。
同年7月30日、東京地検特捜部は、当該女性に勤務実態がなく国から給与をだまし取っていた疑いがあるとして、参議院議員会館の広瀬の事務所、盛岡市菜園にある広瀬の事務所、東京都文京区にある広瀬の自宅、遠野市にある不動産関連の社団法人を家宅捜索した。同日、自由民主党に離党届を提出し、受理された。女性が不正受給したとみられる総額は約400万円に上り、国から女性の口座に振り込まれた給与が毎月引き出され、広瀬が受領していた疑いがあることが8月1日までに明らかとなった。公設第一秘書の男性は東京地検特捜部の事情聴取に対し「広瀬氏の指示を受け、公設第二秘書として妻の名義を貸した」「公設第二秘書給与のほぼ全額を広瀬氏に渡した」と説明した。
同年8月5日、自民党岩手県連（藤原崇会長）は盛岡市内で常任総務会を開き、容疑が事実だった場合は広瀬に議員辞職を求める方向で一致した。同月15日、広瀬は参議院議長宛に議員辞職願を提出し、許可された。辞職願提出後のコメントで、秘書給与から資金提供を受けたことは事実だったと認め、「軽率な行為だったと反省している」と述べた。
8月30日、東京地検特捜部は、「秘書給与など計約358万円を国からだまし取った」として広瀬を詐欺罪で在宅起訴した。起訴内容によると、広瀬は「勤務実態のない女性を公設第2秘書として届け出て、2022年12月から2023年12月、給与計約342万円と退職手当約16万円を国からだまし取った」とされている。特捜部は公設第2秘書とされた女性やその夫の公設第1秘書については、広瀬との共謀を認定した上で、従属的として不起訴とした。起訴猶予処分とみられる。
同日、広瀬は「秘書給与等として受けた支給額は利息を付けて全額を国庫に返納した。国民や支援者におわびする」とコメントした。
2025年2月6日、東京地裁で初公判が行われた。広瀬は罪状認否で起訴内容を認め、検察側は懲役2年6月を求刑した。弁護側は執行猶予付き判決を求め、即日結審した。
3月27日、東京地裁で判決公判が行われ、懲役2年6月・執行猶予5年の有罪判決が言い渡された。被告側、検察側双方が控訴期限の4月10日までに控訴しなかったため、判決が確定した。有罪判決の確定により、広瀬は弁護士資格を失った。

## 人物
趣味は身体を動かすことで、テニスとバレーが得意だったが、その後はダンス、エアロビクス等である。またジムに通い、ウォーキングが好きである。好きな音楽はジャズとポップス。好きな本は、寺山修司全般、ジェンダー関連の本。所有する資格は英検1級。
弁護士として国際的な家事事件、離婚、親権の問題、成年後見事件など、家庭に関する事件を多く取り扱っている。女性・子供・高齢者の権利実現のために活動する。
不倫報道について広瀬は「学生時代から私を支え続けてくれた夫を裏切ることになり本当に申し訳ない。夫や子供たちにつらい思いをさせてしまった。家族はこんな私を許してくれた。一生かけて夫と家族につぐなっていく」と語っている。
自宅について、Smart FLASHの取材によると「東京都文京区にある自宅は、2011年に新築された一戸建てで、広瀬と夫の共同所有である。登記簿を見ると、所有と同時に夫婦それぞれの名義で抵当権が設定されており、土地と建物合わせて、購入価格は1億2000万円以上とみられている」という。

## 所属団体・議員連盟
- 全国たばこ販売政治連盟（2022年参院選組織推薦候補者）[53]
- 全ての女性の安心・安全と女子スポーツの公平性を守る議員連盟[54]